# Campionati africani di atletica leggera 2012
I Campionati africani di atletica leggera 2012 sono stati la 18ª edizione dei Campionati africani di atletica leggera. La manifestazione si è svolta dal 27 giugno al 1º luglio presso lo stadio Charles de Gaulle di Porto-Novo, in Benin.

## Partecipazione
Alla manifestazione si sono iscritti un totale di 816 atleti rappresentanti 50 nazioni, cifre record per i campionati africani di atletica leggera. Tuttavia molti atleti non si sono presentati al via delle varie specialità, riducendo in questo modo il numero effettivo degli atleti partecipanti a 569 per un totale di 47 nazioni, numeri comparabili con le edizioni precedenti dei campionati.
Di seguito l'elenco delle nazioni partecipanti con il numero degli atleti indicato tra parentesi:
- Algeria (31)
- Angola (2)
- Benin (60)
- Botswana (18)
- Burkina Faso (20)
- Burundi (10)
- Camerun (30)
- Capo Verde (4)
- Ciad (11)
- Comore (2)
- Costa d'Avorio (17)
- Egitto (18)
- Eritrea (8)
- Etiopia (55)
- Gabon (6)
- Gambia (10)
- Ghana (47)

- Gibuti (7)
- Guinea (3)
- Guinea-Bissau (2)
- Guinea Equatoriale (6)
- Kenya (40)
- Lesotho (4)
- Liberia (10)
- Libia (15)
- Madagascar (4)
- Mali (17)
- Marocco (27)
- Mauritania (2)
- Mauritius (9)
- Mozambico (3)
- Namibia (6)
- Niger (12)
- Nigeria (65)

- Rep. Centrafricana (5)
- Rep. del Congo (14)
- RD del Congo (10)
- Ruanda (5)
- São Tomé e Príncipe (1)
- Senegal (22)
- Seychelles (10)
- Sierra Leone (18)
- Sudafrica (77)
- eSwatini (2)
- Tanzania (10)
- Togo (13)
- Tunisia (19)
- Uganda (11)
- Zambia (6)
- Zimbabwe (12)

## Medagliati

### Uomini
| Specialità | Oro                                                                           | Prestazione | Argento                                                                                    | Prestazione | Bronzo                                                                       | Prestazione |
| Corse piane |                                                                               |             |                                                                                            |             |                                                                              |             |
| 100 m (dettagli) | Simon Magakwe                                                                 | 10"29       | Amr Seoud                                                                                  | 10"34       | Wilfried Koffi Hua                                                           | 10"37       |
| 200 m (dettagli) | Ben Youssef Meïté                                                             | 20"62       | Amr Seoud                                                                                  | 20"76       | Noah Akwu                                                                    | 20"83       |
| 400 m (dettagli) | Isaac Makwala                                                                 | 45"25       | Oscar Pistorius                                                                            | 45"52       | Willem de Beer                                                               | 45"67       |
| 800 m (dettagli) | Taoufik Makhloufi                                                             | 1'43"88     | Anthony Chemut                                                                             | 1'44"53     | André Oliver                                                                 | 1'45"09     |
| 1 500 m (dettagli) | Caleb Ndiku                                                                   | 3'35"71     | Ayanleh Souleiman                                                                          | 3'36"34     | James Kiplagat Magut                                                         | 3'36"35     |
| 5 000 m (dettagli) | Mark Kiptoo                                                                   | 13'22"38    | Jonathan Maiyo                                                                             | 13'22"89    | Timothy Kosgei Kiptoo                                                        | 13'24"67    |
| 10 000 m (dettagli) | Kenneth Kipkemoi                                                              | 27'19"74    | Mark Kiptoo                                                                                | 27'20"77    | Lewis Mosoti                                                                 | 27'22"54    |
| Corse ad ostacoli |                                                                               |             |                                                                                            |             |                                                                              |             |
| 110 ostacoli (dettagli) | Lehann Fourie                                                                 | 13"60       | Selim Nurudeen                                                                             | 13"68       | Lyes Mokdel                                                                  | 13"73       |
| 400 ostacoli (dettagli) | Amaechi Morton                                                                | 49"32       | Mamadou Kassé Hann                                                                         | 49"39       | Boniface Tumuti                                                              | 49"45       |
| 3 000 siepi (dettagli) | Abel Mutai                                                                    | 8'16"05     | Wilson Kipkemboi Maraba                                                                    | 8'16"96     | Benjamin Kiplagat                                                            | 8'18"73     |
| Prove su strada |                                                                               |             |                                                                                            |             |                                                                              |             |
| Marcia 20 km (dettagli) | Hedi Taraaoui                                                                 |             | David Kimutai                                                                              |             | Mohamed Ameur                                                                |             |
| Salti |                                                                               |             |                                                                                            |             |                                                                              |             |
| Salto in alto (dettagli) | Kabelo Kgosiemang                                                             | 2,25 m      | Mohamed Younis                                                                             | 2,15 m      | Mathieu Sawe                                                                 | 2,15 m      |
| Salto con l'asta (dettagli) | Mouhcine Cheaouri                                                             | 5,10 m      | Samir El Mafhoum                                                                           | 5,00 m      | Ruan van Wyk                                                                 | 4,90 m      |
| Salto in lungo (dettagli) | Ndiss Kaba Badji                                                              | 8,04 m      | Zarck Visser                                                                               | 7,98 m      | Ignisious Gaisah                                                             | 7,73 m      |
| Salto triplo (dettagli) | Tosin Oke                                                                     | 16,54 m     | Issam Nima                                                                                 | 16,37 m     | Hugo Mamba-Schlick                                                           | 16,25 m     |
| Lanci |                                                                               |             |                                                                                            |             |                                                                              |             |
| Getto del peso (dettagli) | Burger Lambrechts                                                             | 19,51 m     | Orazio Cremona                                                                             | 19,19 m     | Yasser Ibrahim Farag                                                         | 18,78 m     |
| Lancio del disco (dettagli) | Victor Hogan                                                                  | 61,80 m     | Yasser Ibrahim Farag                                                                       | 59,61 m     | Russell Tucker                                                               | 57,99 m     |
| Lancio del giavellotto (dettagli) | Julius Yego                                                                   | 76,68 m     | John Ampomah                                                                               | 70,65 m     | Kenechukwu Ezeofor                                                           | 69,58 m     |
| Lancio del martello (dettagli) | Chris Harmse                                                                  | 77,22 m     | Mohsen El Anany                                                                            | 74,31 m     | Mostafa Hesham El Gamel                                                      | 73,81 m     |
| Prove multiple |                                                                               |             |                                                                                            |             |                                                                              |             |
| Decathlon (dettagli) | Ali Kamé                                                                      | 7 511 p.    | Mourad Souissi                                                                             | 7 276 p.    | Guillaume Thierry                                                            | 7 212 p.    |
| Staffette |                                                                               |             |                                                                                            |             |                                                                              |             |
| Staffetta 4×100 m (dettagli) | Sudafrica Hannes Dreyer Simon Magakwe Roscoe Engel Thuso Mpuang Ruan de Vries | 39"126      | Nigeria Peter Emelieze Obinna Metu Adetoyi Durutoye Ogho-Oghene Egwero Chinedu Patrick Ike | 39"34       | Ghana Emmanuel Appiah Kubi Tim Abeyie Ashhad Agyapong Allah Laryea-Akrong    | 39"40       |
| Staffetta 4×400 m (dettagli) | Nigeria Saul Weigopwa Amaechi Morton Abiola Onakoya Isah Salihou              | 3'02"39     | Sudafrica Pc Beneke Ofentse Mogawane Oscar Pistorius Willem de Beer                        | 3'04"01     | Kenya Vincent Kiplangat Koskei Vincent Mumo Kiilu Boniface Tumuti Mark Mutai | 3'04"12     |
| record mondiale; record mondiale stagionale; record africano; record dei campionati; record nazionale; record personale; record personale stagionale. |                                                                               |             |                                                                                            |             |                                                                              |             |

### Donne
| Specialità | Oro                                                                              | Prestazione | Argento                                                                      | Prestazione | Bronzo                                                                                         | Prestazione |
| Corse piane |                                                                                  |             |                                                                              |             |                                                                                                |             |
| 100 m (dettagli) | Ruddy Zang Milama                                                                | 11"16       | Blessing Okagbare                                                            | 11"18       | Gloria Asumnu                                                                                  | 11"28       |
| 200 m (dettagli) | Gloria Asumnu                                                                    | 22"93       | Lawretta Ozoh                                                                | 22"93       | Marie-Josée Ta Lou                                                                             | 23"44       |
| 400 m (dettagli) | Amantle Montsho                                                                  | 49"54       | Regina George                                                                | 51"11       | Amy Mbacké Thiam                                                                               | 51"68       |
| 800 m (dettagli) | Francine Niyonsaba                                                               | 1'59"11     | Eunice Sum                                                                   | 1'59"13     | Malika Akkaoui                                                                                 | 1'59"90     |
| 1 500 m (dettagli) | Rabab Arafi                                                                      | 4'05"80     | Mary Kuria                                                                   | 4'06"22     | Margaret Wangari Muriuki                                                                       | 4'06"50     |
| 5 000 m (dettagli) | Gladys Cherono                                                                   | 15'40"04    | Veronica Nyaruai                                                             | 15'40"65    | Gerbreslase Teklezgi                                                                           | 15'53"34    |
| 10 000 m (dettagli) | Gladys Cherono                                                                   | 32'41"40    | Priscah Jepleting Cherono                                                    | 32'45"73    | Betsy Saina                                                                                    | 32'48"36    |
| Corse ad ostacoli |                                                                                  |             |                                                                              |             |                                                                                                |             |
| 100 ostacoli (dettagli) | Gnima Faye                                                                       | 13"36       | Amina Ferguen                                                                | 13"56       | Uhunoma Osazuwa                                                                                | 13"61       |
| 400 ostacoli (dettagli) | Ajoke Odumosu                                                                    | 54"99       | Hayat Lambarki                                                               | 55"41       | Raasin McIntosh                                                                                | 55"99       |
| 3 000 siepi (dettagli) | Mercy Wanjiku                                                                    | 9'43"26     | Birtukan Adamu                                                               | 9'45"41     | Hyvin Kiyeng                                                                                   | 9'45"95     |
| Prove su strada |                                                                                  |             |                                                                              |             |                                                                                                |             |
| Marcia 20 km (dettagli) | Grace Wanjiru                                                                    | 1'40"53     | Olfa Lafi                                                                    | 1'46"17     | Aynalem Eshetu Shefrawe                                                                        | 1'49"45     |
| Salti |                                                                                  |             |                                                                              |             |                                                                                                |             |
| Salto in alto (dettagli) | Lissa Labiche                                                                    | 1,86 m      | Anika Smit                                                                   | 1,86 m      | Rhizlane Siba                                                                                  | 1,75 m      |
| Salto con l'asta (dettagli) | Syrine Balti                                                                     | 3,80 m      | Juanita Stander                                                              | 3,50 m      | Dorra Mahfoudhi Jeannie van Dyk                                                                | 3,40 m      |
| Salto in lungo (dettagli) | Blessing Okagbare                                                                | 6,96 m      | Janice Josephs                                                               | 6,29 m      | Lynique Prinsloo                                                                               | 6,22 m      |
| Salto triplo (dettagli) | Sarah Nambawa                                                                    | 13,90 m     | Charlene Potgieter                                                           | 13,90 m     | Jamaa Chnaik                                                                                   | 13,75 m     |
| Lanci |                                                                                  |             |                                                                              |             |                                                                                                |             |
| Getto del peso (dettagli) | Chinwe Okoro                                                                     | 16,21 m     | Omotayo Talabi                                                               | 15,63 m     | Auriole Dongmo                                                                                 | 15,41 m     |
| Lancio del disco (dettagli) | Chinwe Okoro                                                                     | 56,60 m     | Elizna Naudé                                                                 | 55,88 m     | Kazai Suzanne Kragbé                                                                           | 54,56 m     |
| Lancio del giavellotto (dettagli) | Margaret Simpson                                                                 | 54,62 m     | Justine Robbeson                                                             | 52,81 m     | Gerlize de Klerk                                                                               | 49,85 m     |
| Lancio del martello (dettagli) | Amy Sène                                                                         | 65,55 m     | Lætitia Bambara                                                              | 65,08 m     | Sara Ben Saad                                                                                  | 60,75 m     |
| Prove multiple |                                                                                  |             |                                                                              |             |                                                                                                |             |
| Eptathlon (dettagli) | Yasmina Omrani                                                                   | 5 924 p.    | Amelan Gabriella Kouassi                                                     | 5 481 p.    | Bianca Erwee                                                                                   | 5 338 p.    |
| Staffette |                                                                                  |             |                                                                              |             |                                                                                                |             |
| Staffetta 4×100 m (dettagli) | Nigeria Christy Udoh Gloria Asumnu Oludamola Osayomi Lawretta Ozoh               | 43"21       | Ghana Rosina Amenebede Flings Owusu-Agyapong Beatrice Gyaman Janeth Amponsah | 44"35       | Costa d'Avorio Marie-Josée Ta Lou Amandine Allou Affoué Mireille Parfaite Gaha Adeline Gouenon | 45"29       |
| Staffetta 4×400 m (dettagli) | Nigeria Endurance Abinuwa Omolara Omotosho Margaret Etim Bukola Dammy Abogumloko | 3'28"77     | Botswana Goitseone Seleka Lydia Mashila Oarabile Babolay Amantle Montsho     | 3'31"27     | Senegal Fatou Faye Amy Mbacké Thiam Fatou Diabaye Ndeye Fatou Seck Soumah                      | 3'33"21     |
| record mondiale; record mondiale stagionale; record africano; record dei campionati; record nazionale; record personale; record personale stagionale. |                                                                                  |             |                                                                              |             |                                                                                                |             |

## Medagliere
| Posizione | Paese          | Oro | Argento | Bronzo | Totale |
| --------- | -------------- | --- | ------- | ------ | ------ |
| 1         | Nigeria        | 10  | 6       | 4      | 20     |
| 2         | Kenya          | 9   | 9       | 9      | 27     |
| 3         | Sudafrica      | 6   | 10      | 8      | 24     |
| 4         | Senegal        | 3   | 1       | 2      | 6      |
| 5         | Botswana       | 3   | 1       | 0      | 4      |
| 6         | Algeria        | 2   | 3       | 2      | 7      |
| 7         | Marocco        | 2   | 2       | 3      | 7      |
| 8         | Tunisia        | 2   | 1       | 2      | 5      |
| 9         | Ghana          | 1   | 2       | 2      | 5      |
| 10        | Costa d'Avorio | 1   | 1       | 4      | 6      |
| 11        | Uganda         | 1   | 0       | 1      | 2      |
| 12        | Burundi        | 1   | 0       | 0      | 1      |
| 12        | Gabon          | 1   | 0       | 0      | 1      |
| 12        | Madagascar     | 1   | 0       | 0      | 1      |
| 12        | Seychelles     | 1   | 0       | 0      | 1      |
| 16        | Egitto         | 0   | 4       | 2      | 6      |
| 17        | Etiopia        | 0   | 1       | 2      | 3      |
| 18        | Burkina Faso   | 0   | 1       | 0      | 1      |
| 18        | Gibuti         | 0   | 1       | 0      | 1      |
| 18        | Sudan          | 0   | 1       | 0      | 1      |
| 21        | Camerun        | 0   | 0       | 2      | 2      |
| 22        | Liberia        | 0   | 0       | 1      | 1      |
| 22        | Mauritius      | 0   | 0       | 1      | 1      |
| Totale    | Totale         | 44  | 44      | 45     | 133    |